# Joyería turcomana

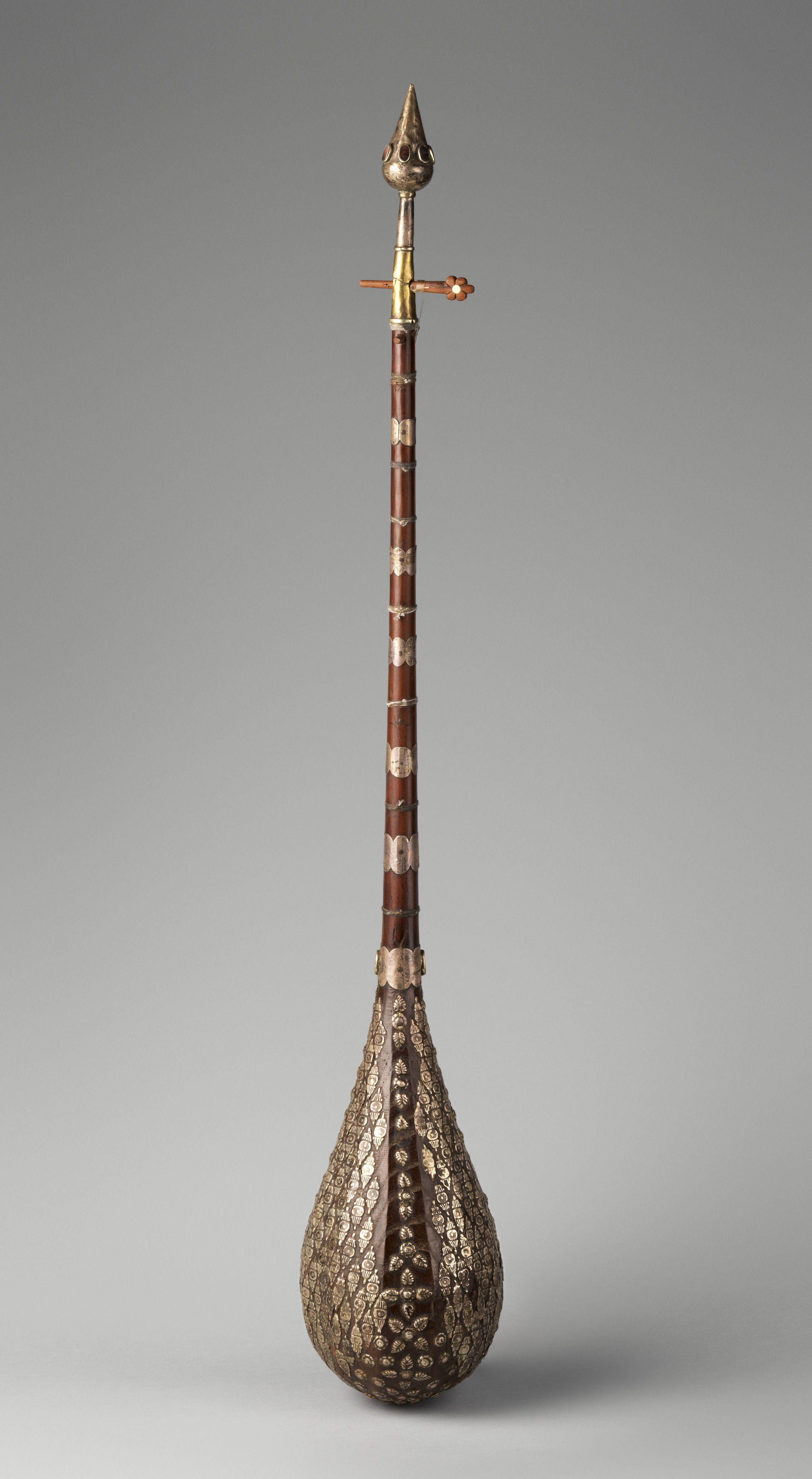
Un laúd turcomano, dorado y decorado con cornalinas en el Museo Metropolitano de Arte de Nueva York.

La joyería turcomana es originaria de diversas culturas turcomanas del Asia occidental y central. Estas joyas fueron diseñadas por razones cosméticas y espirituales y la cantidad que usaba una persona para adornarse se ha equiparado con su rango dentro de la sociedad.

## Historia

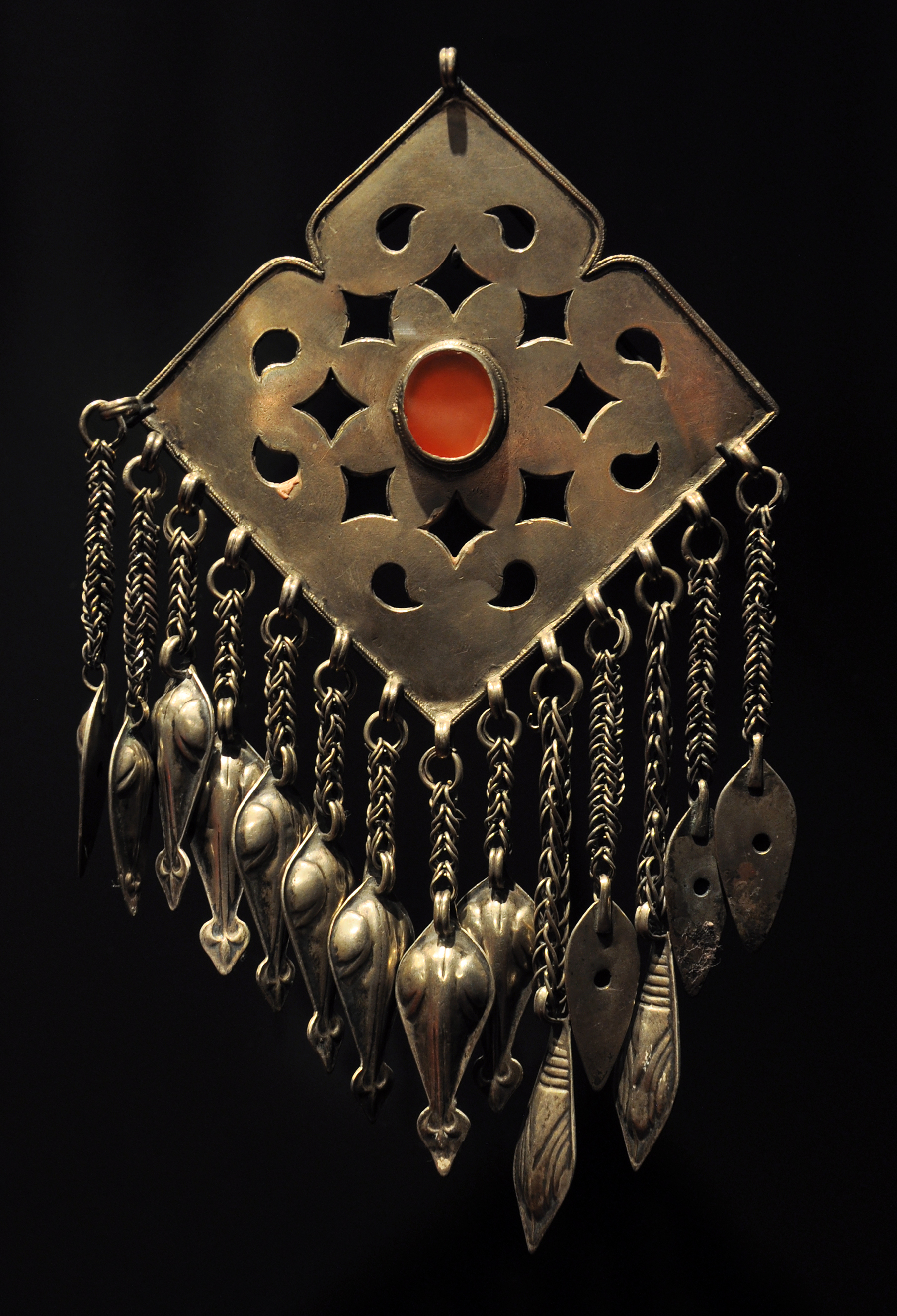
Joya turca femenina, en metal y cornalina en el Musée du quai Branly

Pueblo seminómada, las diversas tribus turcomanas a menudo entraron en contacto con centros urbanos del Oriente Medio. Los joyeros turcomanos se beneficiaron de estos intercambios, lo que permitió que el conocimiento de la elaboración de joyas se extendiera a ellos. La joyería turca no es homogénea, ya que existieron variaciones importantes entre los artesanos de las diferentes tribus turcomanas. Conjuntos de plata con piedras preciosas se convirtieron en la variante más ampliamente producida dentro de la joyería turcomana. Su tradición sostenía que las piedras preciosas eran beneficiosas para la salud humana, y muchas tribus creían firmemente que las joyas poseían poderes mágicos.

## Temario
Los temas representados en la joyería fueron variados; algunas piezas representaban animales y motivos florales, mientras que otras mostraban imágenes de las montañas sagradas de los turcomanos o modelos en decoración geométrica. Se cree que diferentes gemas tenían diferentes efectos en sus usuarios. La cornalina y la plata se usaban para protegerse de la muerte y la enfermedad, mientras que la turquesa era usada como un símbolo de pureza.

## Rol social

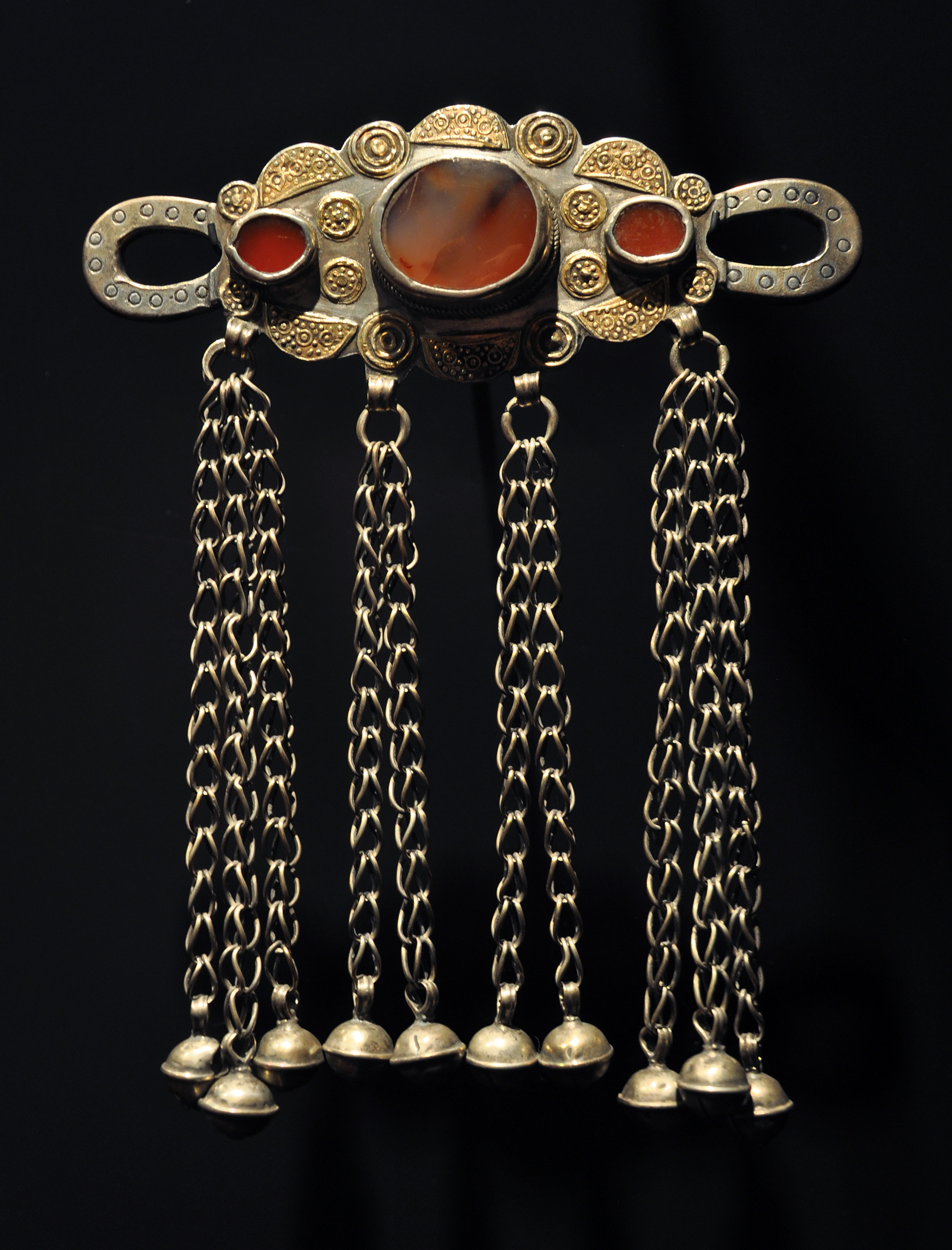
Joya femenina en plata, oro y cornalina en el Musée du quai Branly

La joyería también fue utilizada como una forma de establecer el rango en la sociedad turcomana. Según la historiadora del arte Layla Diba, la joyería turcomana fue creada y utilizada por todos los rangos de la sociedad turcomana, desde Khans hasta aquellos de «nivel de subsistencia». Se creía que, al usar joyas con piedras preciosas al principio de su vida, una mujer joven podría aumentar su fertilidad. Después de dar a luz, una mujer disminuiría lentamente la cantidad de joyas que usaba a medida que envejecía. Los vestidos también se hicieron con diseños para complementar el estilo de las joyas del usuario.
La industria de la fabricación de joyería turcomana sigue vigente hoy. Debido al coste de los metales preciosos y las piedras preciosas, algunas joyas sustituyen gemas por gotas de vidrio.